# Pteronymia antisao
Pteronymia antisao is een vlinder uit de familie Nymphalidae. De wetenschappelijke naam van de soort is voor het eerst geldig gepubliceerd in 1852 door Henry Walter Bates.